# Jenna’s American Sex Star
Jenna’s American Sex Star war eine Pay-per-View-Reality-TV-Fernsehserie für Erwachsene, die von Jenna Jameson auf Playboy TV moderiert wurde. Regisseur war Brian Linton.
In jeder Episode wetteifern vier Kandidaten in einer Serie von sexuellen Darstellungen für die Juroren und die Zuschauer wählen dann ihren Favoriten auf der Website Playboy.com. Der Gewinner gewinnt einen Exklusivvertrag mit dem Filmstudio ClubJenna von Jenna Jameson. Juroren der ersten Staffel waren Christy Canyon, Ron Jeremy und Jim Powers. Juroren der zweiten Staffel sind Jim Powers, Jenna Lewis und Jay Grdina (Jennas Exmann). Andrea Lowell von Playboy TV ist in der zweiten Staffel als diejenige Person zu sehen, welche die Umschläge mit den Ergebnissen überreicht. Die Gewinnerin der ersten Staffel aus dem Jahr 2005 war Brea Bennett. Die Serie lief vom 4. November 2005 bis 20. Januar 2006 und ist mittlerweile auch auf DVD erschienen. Bennett konnte sich gegen die Konkurrenten Lacie Heart,  Michelle Maylene und Tiffany Taylor durchsetzen. Die zweite Staffel gewann Roxy Jezel gegen die Finalistinnen Tory Lane, Jenna Presley und Daisy Marie.